# 백지아

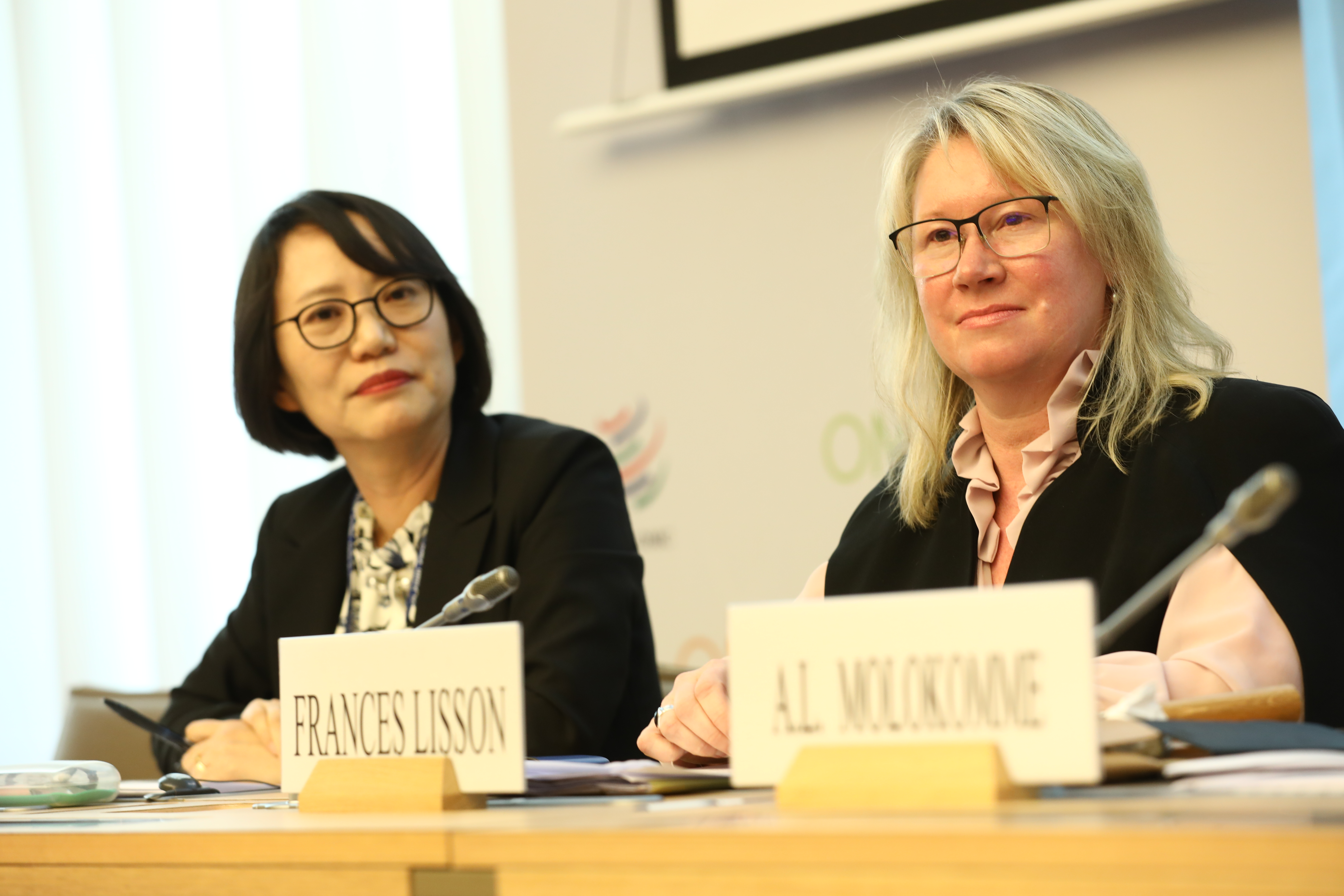
백지아

백지아(白芝娥, 1963년 1월 1일~)는 대한민국의 제21대 주제네바 대사이다.

## 학력
- 1985년 2월: 서울대학교 외교학과 졸[1]
- 1989년 5월: 미국 존스 홉킨스 대학교 SAIS 석사[1]

## 경력
- 1985년 1월: 외무부 입부 (1984년 5월 제18회 외무고시)[1]
- 1991년 1월: 주뉴욕 대한민국 총영사관 영사
- 1992년 8월: 주유엔 2등서기관
- 1998년 12월: 주태국 대한민국 대사관 1등서기관
- 2001년 2월: 대통령비서실 파견
- 2002년 2월: 인권사회과장
- 2003년 12월: 주제네바 참사관
- 2006년 6월: 주말레이시아 대한민국 대사관 공사참사관
- 2009년 7월: 국제기구국 협력관
- 2009년 10월: 저출산고령사회문제담당대사 겸임
- 2010년 8월: 국제기구국장
- 2012년 12월: 안보리업무지원대사
- 2013년 4월: 주유엔 차석대사
- 2015년 11월: 국제안보대사
- 2016년 3월: 기획조정실장
- 2017년 2월: 국립외교원 외교안보연구소장
- 2018년 4월: 주제네바대사[1]